# Rafael Hettsheimeir
Rafael Hettsheimeir nascut el 16 de juny de 1986 a Araçatuba, Sâo Paulo (Brasil), nacionalitzat espanyol, és un jugador professional de bàsquet que actualment juga a la lliga del Brasil.
La temporada 2012-13 es va proclamar campió de la Lliga ACB (Lliga ACB 2012/13) amb el Reial Madrid.

## Clubs
- 2000/05 Ribeirâo Preto  Brasil
- 2005/07 Akasvayu CB Vic  Catalunya (cedit per l'Akasvayu Girona)
- 2007/09 Plus Pujol Lleida  Catalunya (cedit pel CB Estudiantes)
- 2009/10 CAI Saragossa  Espanya
- 2009/10 Xacobeo Blu:Sens  Espanya
- 2010/12 CAI Saragossa  Espanya
- 2012/13 Reial Madrid  Espanya